# Cristian Ciocoiu
Cristian Ciocoiu (Bacău, 23 novembre 1975) è un ex calciatore rumeno, di ruolo attaccante.

## Palmarès

### Club

#### Competizioni nazionali
- Campionato rumeno: 4

Steaua Bucarest: 1996-1996, 1997-1998, 2000-2001, 2004-2005
- Coppa di Romania: 2

Steaua Bucarest: 1996-1997, 1998-1999
- Supercoppa di Romania: 1

Steaua Bucarest: 1998